# بنن-له-سن-آولد
بنن-له-سن-آولد (به فرانسوی: Béning-lès-Saint-Avold) یک کمون در فرانسه است که در موزل واقع شده‌است.

## خصوصیات
بنن-له-سن-آولد ۳٫۶۹ کیلومترمربع مساحت و ۱٬۲۳۳ نفر جمعیت دارد.